# Shahrestān di Dehloran
Lo shahrestān di Dehloran (farsi شهرستان دهلران) è uno dei 9 shahrestān della provincia di Ilam, il capoluogo è Dehloran. Lo shahrestān è suddiviso in 3 circoscrizioni (bakhsh): 
- Centrale (بخش مرکزی)
- Zarrin Abad (بخش زرین‌آباد), con la città di Pahleh.
- Musian (بخش موسیان)